# Willy Thulin
Wilhelmina Elvira "Willy" Thulin (Uppsala, 26 d'octubre de 1889 – Estocolm, 3 de maig de 1967) va ser una saltadora sueca que va competir a començaments del segle xx.
El 1912 disputà la prova de palanca de 10 metres del programa de salts, on quedà eliminada en la primera ronda.